# Estádio Parque Esportivo Montanha dos Vinhedos
Estádio Parque Esportivo Montanha dos Vinhedos (zwany w skrócie Montanha dos Vinhedos – stadion wielofunkcyjny w Bento Gonçalves, Rio Grande do Sul, Brazylia, na którym swoje mecze rozgrywa klub Clube Esportivo Bento Gonçalves.